# میرکو پترلا
میرکو پترلا (انگلیسی: Mirco Petrella؛ زادهٔ ۳۰ ژوئیهٔ ۱۹۹۳) بازیکن فوتبال اهل ایتالیا است.
از باشگاه‌هایی که در آن بازی کرده‌است می‌توان به باشگاه فوتبال تریستیانا اشاره کرد.